# Actinidia ulmifolia
Actinidia ulmifolia C.F.Liang, 1984 è una pianta appartenente alla famiglia delle Actinidiaceae, endemica della Cina.

## Distribuzione e habitat
L'areale di questa specie è ristretto alla provincia cinese del Sichuan, nella Cina sud-occidentale.

## Conservazione
La IUCN Red List classifica A. ulmifolia come specie vulnerabile.